# ミューリッツ湖
ミューリッツ湖（ミューリッツこ、ドイツ語: Müritz）は、ドイツのメクレンブルク＝フォアポンメルン州の南方にある湖。名前は、スラブ語から由来し、「小さな湖」の意である。ドイツでは、ボーデン湖に次いで二番目に大きな湖になる。 面積は、117 km²。流入、流出河川はエルデ川である。湖に隣接した都市に、ヴァーレン（Waren）、レーベル（Röbel）がある。
キンクロハジロ、クロヅル、アカハシハジロなどの水鳥の重要な生息地である。東岸の湖沼群と沼地、ヨシ原、泥炭地、草地、森林からなる湿地群は1978年にラムサール条約に登録された。